# Matija Šarkić
Matija Šarkić (srbskou cyrilicí Матија Шаркић; 23. července 1997, Grimsby - 15. června 2024, Budva) byl černohorský fotbalový brankář. 

## Fotbalová kariéra
Začínal v týmu Aston Villa FC, kde ale v prvním týmu nedostal a šanci a byl na hostování v Wigan Athletic FC, Stratford Town FC, Havant & Waterlooville FC a ve Skotsku v Livingston FC. V roce 2020 přestoupil do Wolverhampton Wanderers FC, ale opět nedostal šanci a byl na hostování v Shrewsbury Town FC, Birmingham City FC a Stoke City FC. V roce přestoupil do druholigového týmu Millwall FC. Za reprezentaci Černé Hory nastoupil v letech 2019-2024 v 9 utkáních. 

## Ligová bilance
| Ročník                         | Zápasy | Góly | Klub                       |
| ------------------------------ | ------ | ---- | -------------------------- |
| Scottish Premiership 2019/2020 | 14     | 0    | Livingston FC              |
| EFL League One 2020/2021       | 26     | 0    | Shrewsbury Town FC         |
| EFL Championship 2021/2022     | 23     | 0    | Birmingham City FC         |
| Premier League 2022/2023       | 0      | 0    | Wolverhampton Wanderers FC |
| EFL Championship 2022/2023     | 8      | 0    | Stoke City FC              |
| EFL Championship 2023/2024     | 32     | 0    | Millwall FC                |
| CELKEM Scottish Premiership    | 14     | 0    |                            |
| CELKEM EFL Championship        | 63     | 0    |                            |